# Hipòlit de Roma
Hipòlit o Hipòlit de Roma o Hipòlit de Portus Romanus fou un dels primers escriptors cristians posteriors als apòstols (segle iii), un dels pares apologètics de l'Església. Fou el primer antipapa de l'Església. Se l'honora com a sant perquè es va reconciliar amb l'Església i morí com a màrtir el 235.

## Vida

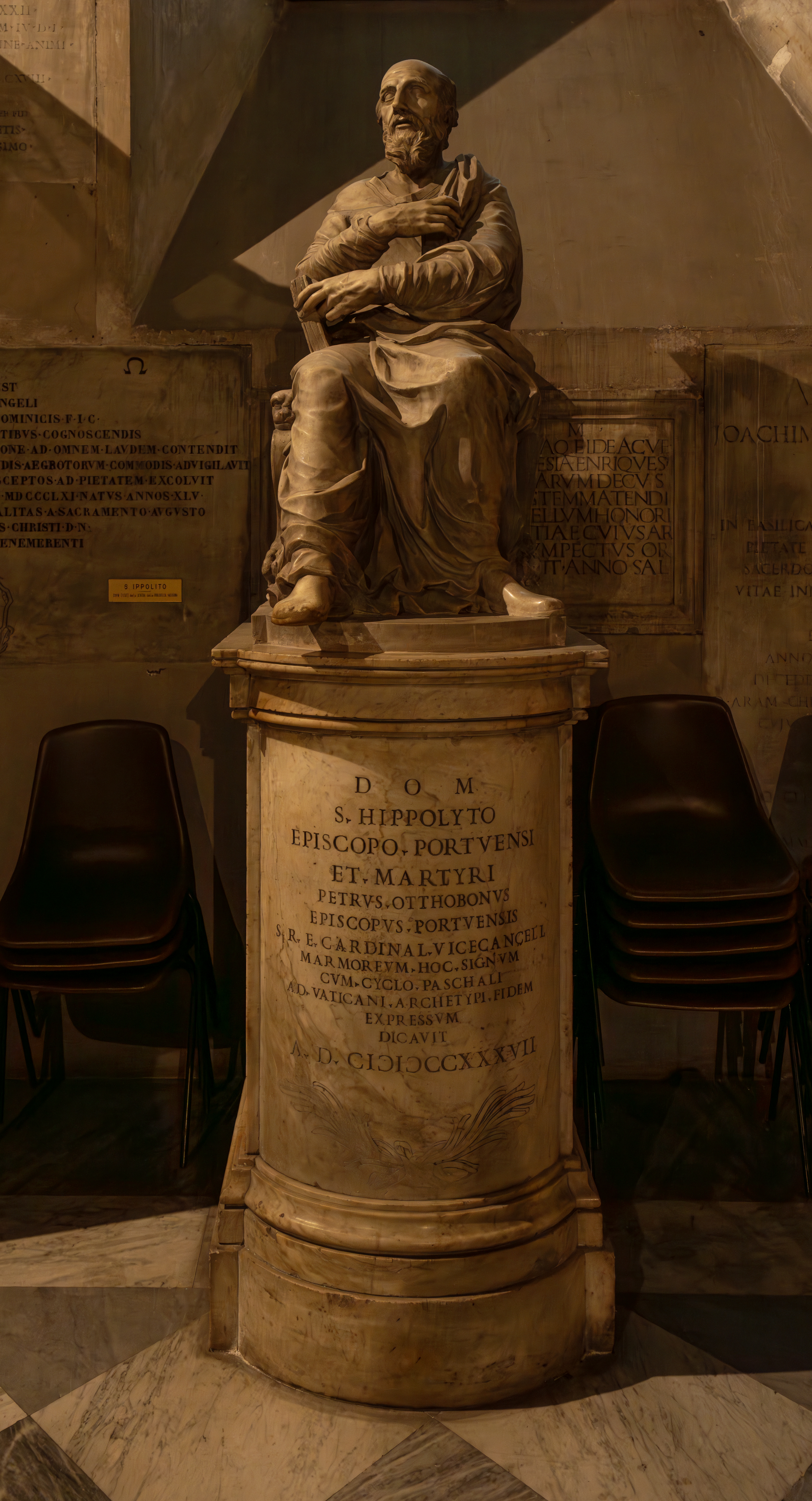
Escultura trobada en 1551 a lAger Veranus de Roma, sobre la tomba de Sant Hipòlit, i amb la llista de les seves obres gravada al darrere. Possiblement, sigui un retrat de l'autor, o una escultura antiga reutilitzada per a col·locar-la sobre la tomba. Avui, a l'entrada de la Biblioteca Vaticana.

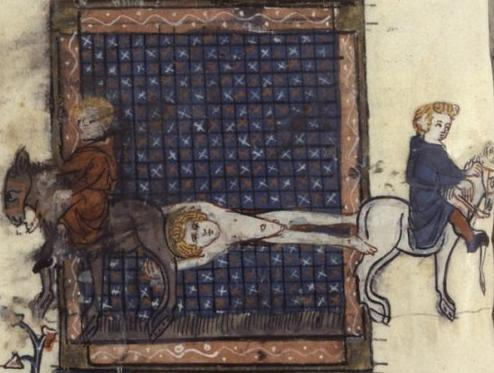
Miniatura francesa del s. XIV representant el seu martiri

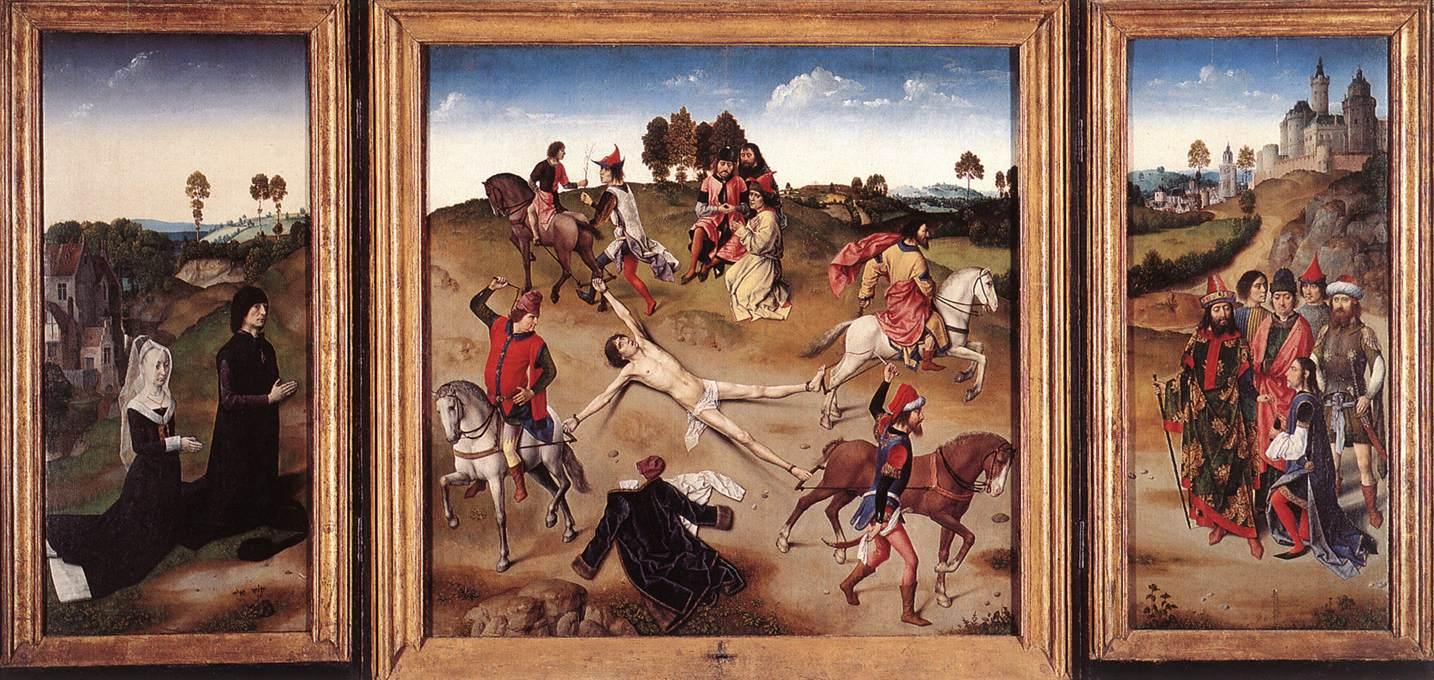
Tríptic de Sant Hipòlit 1470/1475 per Dieric Bouts (Groeningenmuseum de Bruges)

Es desconeix el lloc i la data del seu naixement, però s'ha de situar a finals del segle ii dC. Se sap que va ser deixeble de Sant Ireneu. El seu gran coneixement de la filosofia i els misteris grecs, la seva psicologia, indiquen que les seves arrels eren orientals, de l'escola d'Alexandria. La tradició diu que fou bisbe d'Òstia o Portus Romanus, el port de Roma a la desembocadura del Tíber i que va patir martiri sota Alexandre Sever. La seva vida té molt poques coses segures i moltes conjectures.
En aquell temps, hi va haver un problema entre els doctors de l'Església, atès que uns volien readmetre als que havien apostatat durant alguna persecució, i d'altres hi estaven radicalment en contra. Sant Hipòlit era dels darrers. Tan fort va ser aquest contrast que Sant Hipòlit es va separar de l'Església. Triat bisbe de Roma per un reduït cercle de partidaris seus, va arribar a ser l'any 217 el primer antipapa de la història. Sant Hipòlit fou un detractor del papa Calixt I.
A la meitat del segle xvi es va descobrir una estàtua d'Hipòlit, que ara és a l'entrada de la Biblioteca Vaticana.

## Obres
Les seves obres són esmentades per Eusebi, Jeroni i Foci. Es poden dividir en antiherètiques (Syntagma o Contra les heretgies, i Philosphumena o Refutació de totes les heretgies), dogmàtiques (L'anticrist, els tractats exegètics, Comentari al Cantar dels cantars, una homilia sobre la història de David i Goliat…), obres de cronologia (Crònica, El còmput pasqual i, sobretot Tradició apostòlica -també coneguda com a Constitució de l'església egipciana) i altres escrits (Fragment Muratorià -descobert per L. A. Muratori-, que s'atribueix a Hipòlit, tot i que, de fet, es desconeix qui en va ser el seu autor).
Les principals són:
- 1. Ἀπόδειξις περὶ τοῦ Χριστοῦ καὶ Ἀντιχρίστου, Demonstratio de Christo et Antichristo.
- 2. Εἰς τὴν Σωσάνναν, In Susannam
- 3. Ἀποδεικτικὴ πρὸς Ἰουδαίους, Demonstratio adversus Judaeos
- 4. Πρὸς Ἑλληνας λόγος
- 5. Εἰς τὴν αἲρεσιν Νοέτου τινός, Contra Haeresin Noeti
- 6. Κατὰ Βήρωνος καὶ Ἥλικος τῶν αἱρετικῶν περὶ θεολογίας καὶ σαρκώσεως, De Theologia et Incarnatione contra Beronem et Heliconem (s. Helicem) haereticos
- 7. Fragmenta ex Commentario in Genesin
- 8 i 9. Fragmenta ex Commentarüs in varios Sacrae Scripturae Libros, viz. in Hexäemeron, in Genesin, in Numeros, in Psalmos, in Psalm II., in Psalm XXIII., in Proverbia, in Canticum Canticorum, in Isaiam, in In Canticum Trium Puerorum
- 10. Fragmenta alia
- 11. Περὶ χαρισμάτων ἀποστολικὴ παράδοσις, De Charismatibus Apostolica traditio
- 12. Narratio de Virgine Corinthiaca et de quodam Magistriano
- 13. Canon Paschalis

## Iconografia
Obresː
- Martiri de sant Hipòlit, relleu del segle xiii procedent de l'abadia de Sant Denis. París, Museu del Louvre[2]
- Sant Hipòlit, relleu de Pere Oller c. 1430. Vic, Museu d'art medieval[3]
- Retaule dels sants Hiòlit i Cassià a la catedral de Torí, amb una pintura del l XVII
- Martiri de sant Hipòlit, pintura de Pierre Subleyras segle 18 Paris, Museu del Louvre[4]